# 丹帝巴
丹帝巴(梵文：Tantipa)，印度大乘密宗人士，八十四成就者之一。

## 簡介
丹帝巴是桑多納噶拉城的一個織工，因早年努力紡織，積聚了無量的財富，替每個兒子都娶好人家的女兒做妻子。丹帝巴八十九歲時，因妻子過世，傷心過度而衰弱不堪。而媳婦們因他舉止老邁而厭惡，於是在花園裡建一座草屋讓丹帝巴單獨居住，並輪流送飯給他吃。
一天，匝蘭達拉上師來向老織工的長子托缽化緣。老織工的兒子們請上師到家裡應供。夜晚，丹帝巴發現匝蘭達拉，匝蘭達拉便傳授丹帝巴喜金剛灌頂，之後便繼續雲遊四方。丹帝巴則秘密修行。十二年後，一日宴會媳婦忘記送飯，半夜想起才送，卻發現草屋放光，裏頭佳餚美女皆非人間物，後老織工返老還童成十六歲，度化眾生，許多桑多納噶拉城的人也跟丹帝巴一同進入了空行淨土。